# Tweede Aanvullend Protocol bij de Conventies van Genève
Het Tweede Aanvullend Protocol bij de Conventies van Genève inzake de bescherming van slachtoffers van niet-internationale gewapende conflicten is een facultatieve aanvulling op de Geneefse Conventies van 1949. Het verdrag werd gesloten op 8 juni 1977 en ging in voege 7 december 1979.

## Doel
Dit Tweede Protocol moest de humanitaire regels die golden voor internationale conflicten uitbreiden naar interne conflicten. Uit vrees dat het protocol de soevereiniteit zou aantasten en de ordehandhaving zou bemoeilijken werden slechts 28 van de 47 voorgestelde artikelen, waaronder wel de basisbeginselen, aanvaard door de conferentie.

## Ratificatie

Deze kaart toont de ratificatie status per land:
geratificeerd
ondertekend
geen intentie

Op 14 januari 2007 was het Tweede Protocol geratificeerd door 163 landen. Onder hen zijn België (1986) en Nederland (1987). Niet onder hen zijn onder meer Israël en de Verenigde Staten.
In juli 2025 was het Tweede Protocol al geratificeerd door 170 landen.  3 landen hebben de intentie om te ratificeren (Verenigde Staten, Iran, Pakistan).  
Onder andere volgende landen hebben nog geen intentie om het Tweede Protocol te ondertekenen : Mexico, Turkije, Azerbeidzjan, Syrië, Israël, Indonesië, Maleisië, Thailand, Vietnam, Birma, Sri Lanka, Singapore, Papoea-Nieuw-Guinea, Somalië, Eritrea en enkele eilandstaten in de Stille Oceaan.